# Evelin Schlaak
Evelin Schlaak, później Jahl i Herberg (ur. 28 marca 1956 w Annaberg-Buchholz) – wschodnioniemiecka lekkoatletka, która specjalizowała się w rzucie dyskiem.
Dwukrotna uczestniczka igrzysk olimpijskich - Montreal 1976 oraz Moskwa 1980. W obu występach zdobyła złote medale poprawiając za każdym razem rekord olimpijski. W roku 1978 wywalczyła złoty medal mistrzostw Europy, a rok później zdobyła srebro uniwersjady. Dwukrotnie ustanawiała rekord świata – w 1978 rzuciła 70,72, a w 1980 71,50.

## Osiągnięcia
| Rok  | Impreza                     | Miejsce             | Lokata     | Wynik |
| ---- | --------------------------- | ------------------- | ---------- | ----- |
| 1973 | Mistrzostwa Europy juniorów | Duisburg            | 1. miejsce | 60,00 |
| 1976 | Igrzyska olimpijskie        | Montreal            | 1. miejsce | 69,00 |
| 1978 | Mistrzostwa Europy          | Praga               | 1. miejsce | 66,98 |
| 1979 | Uniwersjada                 | Meksyk              | 2. miejsce | 63,00 |
| 1979 | Półfinał pucharu Europy     | Sofia               | 1. miejsce | 68,10 |
| 1979 | Finał pucharu Europy        | Rzym                | 1. miejsce | 68,92 |
| 1979 | Puchar świata               | Montreal            | 1. miejsce | 65,18 |
| 1980 | Igrzyska olimpijskie        | Moskwa              | 1. miejsce | 69,96 |
| 1981 | Półfinał pucharu Europy     | Frankfurt nad Menem | 1. miejsce | 60,24 |
| 1981 | Finał pucharu Europy        | Zagrzeb             | 3. miejsce | 67,32 |
| 1981 | Puchar świata               | Rzym                | 1. miejsce | 66,70 |